# Jean V Malet de Graville
Pour les articles homonymes, voir Malet.
Jean V Malet de Graville est un chef militaire français de la guerre de Cent Ans, né vers 1390 et mort en 1449. Compagnon de Jeanne d'Arc avec laquelle il participe à plusieurs combats contre les Anglais, il cumule d'importantes dignités civiles et militaires auprès du roi Charles VII.

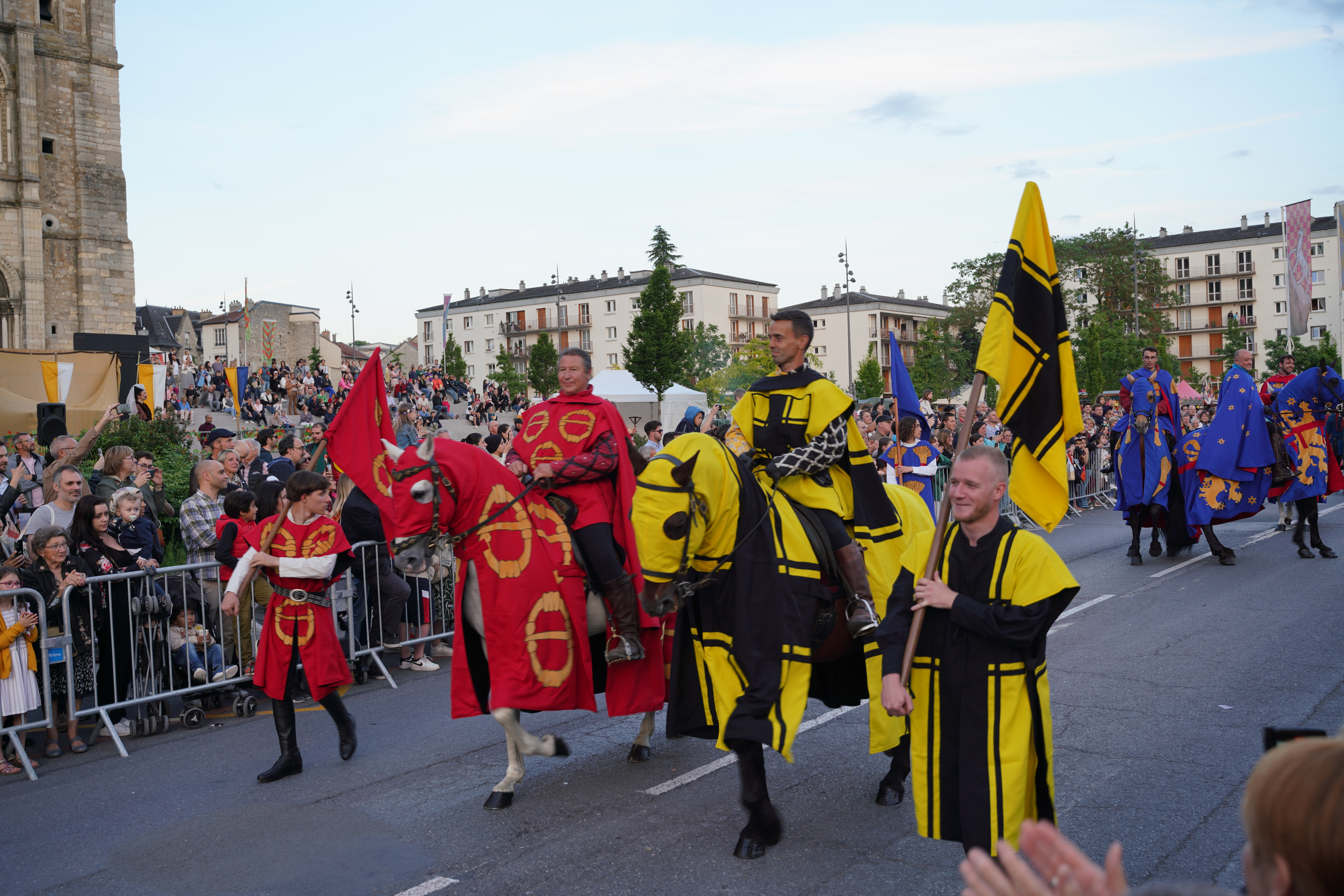
Jean de Graville devant la Basilique Saint-Remi lors des Fêtes johanniques de Reims en 2024.

Il est le grand-père de l'amiral Louis Malet de Graville,.